# 河岸素B
河岸素B（英语：Riparin B，化学名：N-(3,4-二甲氧基苯乙基)苯甲酰胺）是一种有机化合物，化学式为C17H19NO3。它可由3,4-二甲氧基苯乙胺和苯甲酰氯在碳酸钠存在下于二氯甲烷中反应制得。它和三氯氧磷在乙腈中回流，可以得到1-苯基-6,7-二甲氧基-3,4-二氢异喹啉。